# سینه‌چاک
سینه‌چاک فیلمی به کارگردانی ایرج قادری، نویسندگی ایرج رضایی محصول سال ۱۳۵۵ خورشیدی است. سینه‌چاک به تهیه‌کنندگی عباس شباویز محصول «آریانا فیلم» می‌باشد.

## خلاصه فیلم
سید مرتضی به زری علاقه دارد؛ اما پدر زری، میرزا یحیی، که در تجارت ورشکست شده، دخترش را به عقد میرزا اسدالله درآورد تا او را از ورشکستگی نجات دهد. زری خود را می‌کشد. مرتضی، پس از مرافعه با اسدالله، راهی پایتخت می‌شود. او نزد عمویش رحمت می‌رود که پسران میرفتح‌الله مزاحم او هستند. مرتضی با آن‌ها درمی‌افتد و آسید کاظم، به تقاضای رحمت، میانه را می‌گیرد تا خون راه نیفتد. مرتضی با دختری به نام عشرت آشنا می‌شود، که کاملاً شبیه زری است، و کاظم از سال‌ها پیش به او و مادرش کمک کرده‌است.

## تولید
- فیلمبرداری در نواحی شیراز [۱]
- فیلمبرداری فیلم سینه‌چاک قبل از فیلم بعدی ایرج قادری، بت به پایان رسید، اما به دلایلی انجام مراحل فنی و اکران این فیلم به بعد از اکران فیلم بت موکول شد[۱].
- شهریور ۱۳۵۵: ادامه مراحل فنی تولید [۱]